# Love and Theft
| 전문가 평가          | 전문가 평가 |
| 총 점수              | 총 점수     |
| 출처                 | 점수        |
| -------------------- | ----------- |
| 메타크리틱           | 93/100      |
| 평가 점수            |             |
| 출처                 | 점수        |
| AllMusic             | [ 2 ]       |
| Blender              | [ 3 ]       |
| Chicago Sun-Times    | [ 4 ]       |
| Entertainment Weekly | A−          |
| The Guardian         | [ 6 ]       |
| Los Angeles Times    | [ 7 ]       |
| Q                    | [ 8 ]       |
| Rolling Stone        | [ 9 ]       |
| Spin                 | 9/10        |
| The Village Voice    | A+          |

《Love and Theft》는 미국의 싱어송라이터 밥 딜런이 2001년 9월 11일 발매한 서른한 번째 스튜디오 음반이다(영국에서는 월요일 발매 전통에 이어 9월 10일 하루 앞당겨 발매했다). 이 음반에는 당시 그의 투어 밴드인 키보디스트 어기 마이어스가 세션에 추가되어 후원을 하는 모습이 담겨 있었다. 빌보드 200에서 5위로 정점을 찍었고, 미국 음반 산업 협회로부터 골드 인증을 받았다. 한정판 발매에는 1960년대 초반에 녹음된 별도의 디스크에 보너스 트랙 2개가 포함되었으며, 2년 후인 2003년 9월 16일 이 음반은 5.1 서라운드 사운드로 리믹스되어 SACD 재생을 위해 재발행 및 리마스터드된 15개의 딜런 타이틀 중 하나가 되었다. 이 음반은 9.11테러 당일 발매된 음반이다.

## 녹음
딜런은 음반이 발매되기 전인 2001년 《타임스》 잡지에서 앨런 잭슨이 진행한 인터뷰에서 "밥 딜런 음악을 감식하는 소위 감식가입니다... 저는 그들이 아무것도 알고 있다고 느끼지 않으며, 제가 누구이고 무슨 사람인지 전혀 눈치채지 못합니다. 저는 그들이 그렇게 생각한다는 것을 압니다. 하지만 그것은 우스꽝스럽고, 유머러스하고, 슬프습니다. 그런 사람들이 누구를 생각하는데 그렇게 많은 시간을 보냈다고요? 저요? 정신 좀 차려요. 그것은 한 사람이 다른 사람에 대해 해야 할 일이 아닙니다. 당신은 자신의 삶을 잘 섬기지 못하고 있어요. 당신은 인생을 낭비하고 있어요."

## 곡 목록
모든 곡들은 밥 딜런에 의해 작사/작곡하였다.
| #   | 제목                                | 재생 시간 |
| --- | ----------------------------------- | --------- |
| 1.  | 〈Tweedle Dee & Tweedle Dum〉       | 4:46      |
| 2.  | 〈Mississippi〉                     | 5:21      |
| 3.  | 〈Summer Days〉                     | 4:52      |
| 4.  | 〈Bye and Bye〉                     | 3:16      |
| 5.  | 〈Lonesome Day Blues〉              | 6:05      |
| 6.  | 〈Floater (Too Much to Ask)〉       | 5:00      |
| 7.  | 〈High Water (For Charley Patton)〉 | 4:04      |
| 8.  | 〈Moonlight〉                       | 3:23      |
| 9.  | 〈Honest with Me〉                  | 5:50      |
| 10. | 〈Po' Boy〉                         | 3:04      |
| 11. | 〈Cry a While〉                     | 5:04      |
| 12. | 〈Sugar Baby〉                      | 6:40      |

## 인증
| 국가                       | 인증 | 판매량/출하량 |
| -------------------------- | ---- | ------------- |
| 뉴질랜드 (RMNZ)            | 골드 | 7,500^        |
| 스웨덴 (GLF)               | 골드 | 40,000^       |
| 스위스 (IFPI 스위스)       | 골드 | 20,000^       |
| 영국 (BPI)                 | 골드 | 100,000^      |
| 미국 (RIAA)                | 골드 | 757,000       |
| ^출하량을 기반으로 한 인증 |      |               |